# 白俄罗斯自由民主党
白俄罗斯自由民主党（俄语：Либерально-демократическая партия Беларуси），白俄罗斯政党之一。成立于1994年2月，由原苏联自由民主党的白俄罗斯党支部演变而来。该党与俄罗斯自由民主党意识形态接近，主张俄罗斯与白俄罗斯合并。
在2004年举行的白俄罗斯议会选举中，该党获得了110个席位中的1个席位。在2006年白俄罗斯总统选举中，该党候选人谢尔盖·瓦西里耶维奇·盖杜克维奇获得了3.5%的选票。